# Енолаза 2
Енолаза 2 (англ. Enolase 2) – білок, який кодується геном ENO2, розташованим у людей на короткому плечі 12-ї хромосоми.  Довжина поліпептидного ланцюга білка становить 434 амінокислот, а молекулярна маса — 47 269.
| 10         |  | 20         |  | 30         |  | 40         |  | 50         |
| ---------- |  | ---------- |  | ---------- |  | ---------- |  | ---------- |
| MSIEKIWARE |  | ILDSRGNPTV |  | EVDLYTAKGL |  | FRAAVPSGAS |  | TGIYEALELR |
| DGDKQRYLGK |  | GVLKAVDHIN |  | STIAPALISS |  | GLSVVEQEKL |  | DNLMLELDGT |
| ENKSKFGANA |  | ILGVSLAVCK |  | AGAAERELPL |  | YRHIAQLAGN |  | SDLILPVPAF |
| NVINGGSHAG |  | NKLAMQEFMI |  | LPVGAESFRD |  | AMRLGAEVYH |  | TLKGVIKDKY |
| GKDATNVGDE |  | GGFAPNILEN |  | SEALELVKEA |  | IDKAGYTEKI |  | VIGMDVAASE |
| FYRDGKYDLD |  | FKSPTDPSRY |  | ITGDQLGALY |  | QDFVRDYPVV |  | SIEDPFDQDD |
| WAAWSKFTAN |  | VGIQIVGDDL |  | TVTNPKRIER |  | AVEEKACNCL |  | LLKVNQIGSV |
| TEAIQACKLA |  | QENGWGVMVS |  | HRSGETEDTF |  | IADLVVGLCT |  | GQIKTGAPCR |
| SERLAKYNQL |  | MRIEEELGDE |  | ARFAGHNFRN |  | PSVL       |  |            |

A: Аланін

C: Цистеїн

D: Аспарагінова кислота

E: Глутамінова кислота

F: Фенілаланін

G: Гліцин

H: Гістидин

I: Ізолейцин

K: Лізин

L: Лейцин

M: Метіонін

N: Аспарагін

P: Пролін

Q: Глутамін

R: Аргінін

S: Серин

T: Треонін

V: Валін

W: Триптофан

Цей білок за функцією належить до ліаз. 
Задіяний у такому біологічному процесі як гліколіз. 
Білок має сайт для зв'язування з іонами металів, іоном магнію. 
Локалізований у клітинній мембрані, цитоплазмі, мембрані.